# Wardley
Wardley is een civil parish in het bestuurlijke gebied Rutland, in het Engelse graafschap Rutland met 32 inwoners.